# Szarukorallok
A szarukorallok vagy bőrkorallok (Alcyonacea) a virágállatok (Anthozoa) osztályába és a nyolcosztatú virágállatok (Octocorallia) alosztályába tartozó rend.

## Rendszerezés
A rendbe az alábbi 6 alrend és 37 család tartozik:
- Alcyoniina
  - Alcyoniidae Lamouroux, 1812
  - Aquaumbridae Breedy, van Ofwegen & Vargas, 2012
  - Nephtheidae Gray, 1862
  - Nidaliidae Gray, 1869
  - Paralcyoniidae Gray, 1869
  - Xeniidae Ehrenberg, 1828
- Calcaxonia Grasshoff, 1999
  - Chrysogorgiidae Verrill, 1883
  - Dendrobrachiidae Brook, 1889
  - Ellisellidae Gray, 1859
  - Ifalukellidae Bayer, 1955
  - Isididae Lamouroux, 1812
  - Primnoidae Milne Edwards, 1857
- Holaxonia Studer, 1887
  - Acanthogorgiidae Gray, 1859
  - Gorgoniidae Lamouroux, 1812
  - Keroeididae Kinoshita, 1910
  - Plexauridae Gray, 1859
- Protoalcyonaria
  - Taiaroidae Bayer & Muzik, 1976
- Scleraxonia Studer, 1887
  - Anthothelidae Broch, 1916
  - Briareidae Gray, 1859
  - Coralliidae Lamouroux, 1812
  - Melithaeidae Gray, 1870
  - Paragorgiidae Kükenthal, 1916
  - Parisididae Aurivillius, 1931
  - Spongiodermidae Wright & Studer, 1889
  - Subergorgiidae Gray, 1859
- Stolonifera Thomson & Simpson, 1909
  - Acrossotidae Bourne, 1914
  - Arulidae McFadden & van Ofwegen, 2012
  - Clavulariidae Hickson, 1894
  - Coelogorgiidae Bourne, 1900
  - Cornulariidae Dana, 1846
  - Pseudogorgiidae Utinomi & Harada, 1973
  - Tubiporidae Ehrenberg, 1828

- incertae sedis (az alábbi 5 család nincs alrendbe foglalva):
  - Acanthoaxiidae van Ofwegen & McFadden, 2010
  - Haimeidae Wright, 1865
  - Paramuriceidae Bayer, 1956
  - Parasphaerascleridae McFadden & van Ofwegen, 2013
  - Viguieriotidae